# Dumitru Stângaciu
Dan Dumitru Stângaciu (n. 9 august 1964, Brașov, România) este un fost portar român de fotbal și antrenor, câștigător al Cupei Europei în 1986, și al Supercupei Europei din 1987.

## Carieră
La 18 ani, Stângaciu semnează pentru FC Brașov, iar după doi ani ajunge la Steaua București, fiind portarul de rezervă al antrenorului Emerich Jenei. După retragerea din fotbal a lui Helmuth Duckadam în anul 1986, Stângaciu devine prima opțiune în poarta Stelei, cu noul său antrenor, Anghel Iordănescu.
În edițiile dintre 1988 și 1989 a fost împrumutat la FC Olt Scornicești, pentru că Steaua îl prefera pe Silviu Lung.
În 1995 el își începe aventura în campionatul turc, jucând pentru Vanspor și Kocaelispor.
Se retrage din carieră în anul 2001 și de atunci este antrenorul portarilor de la FC Timișoara.
Stângaciu a câștigat campionatul României la fotbal în 1985, 1986, 1987, 1988, 1989, 1993, 1994, 1995, a câștigat Cupa României în 1987 și 1992 și Cupa Turciei în 1997. Are de asemenea și cinci selecții în echipa națională a României, făcând parte din lotul care a evoluat la Campionatul Mondial de Fotbal 1998.
În martie 2008 a fost decorat cu Ordinul „Meritul Sportiv” Clasa a II-a pentru câștigarea Cupei Campionilor Europeni din sezonul 1985-1986.